# Lucimar de Moura
Pour les articles homonymes, voir Moura (homonymie).
Lucimar Aparecida de Moura, née le 22 mars 1974 à Timóteo, est une athlète brésilienne, pratiquant le sprint.

## Biographie
Avec 11 s 17 réalisé en altitude, elle fut une ancienne détentrice du record d'Amérique du Sud du 100 mètres jusqu'au 4 septembre 2010 et les 11 s 15 d'Ana Claudia Lemos da Silva.
Avec 22 s 60 (+1.6 m/s) réalisé le 26 juin 1999 à Bogota en Colombie, Lucimar de Moura est l'ancienne détentrice du record d'Amérique du Sud du 200 mètres, son record ayant été par battu par la même Lemos da Silva.

## Palmarès
| Date | Compétition                   | Lieu     | Résultat | Épreuve   | Temps   |
| ---- | ----------------------------- | -------- | -------- | --------- | ------- |
| 1999 | Jeux panaméricains            | Winnipeg | 2e       | 200 m     | 23 s 03 |
| 2005 | Finale mondiale               | Monaco   | 8e       | 200 m     | 23 s 57 |
| 2008 | Championnats ibéro-américains | Iquique  | 2e       | 100 m     | 11 s 70 |
| 2008 | Championnats ibéro-américains | Iquique  | 2e       | 4 x 100 m | 44 s 99 |
| 2008 | Jeux olympiques               | Pékin    | 3e       | 4 × 100 m | 43 s 14 |

## Records
| Épreuve | Performance | Lieu   | Date           |
| ------- | ----------- | ------ | -------------- |
| 60 m    | 7 s 50      | Samara | 4 février 2006 |
| 100 m   | 11 s 17     | Bogotá | 25 juin 1999   |
| 200 m   | 22 s 60     | Bogotá | 26 juin 1999   |